# Myrioblephara fasciata
Myrioblephara fasciata är en fjärilsart som beskrevs av Rothschild 1915. Myrioblephara fasciata ingår i släktet Myrioblephara och familjen mätare. Inga underarter finns listade i Catalogue of Life.